# 嘆きの天使 (1959年の映画)
『嘆きの天使』（なげきのてんし、The Blue Angel）は、1959年製作・公開のアメリカ合衆国の映画である。ハインリヒ・マンの原作を映画化した作品で、1930年公開の同名映画のリメイク作でもある。

## キャスト
※括弧内は日本語吹替（初回放映1971年12月12日『日曜洋画劇場』）
- イマニュエル・ラット：クルト・ユルゲンス（久松保夫）
- ローラ・ローラ：メイ・ブリット（谷育子）
- キーペルト：セオドア・ビケル
- ハーター：ジョン・バナー
- ロルフ：ファブリツィオ・ミオーニ
- フリッツ・ハイネ博士：ルドウィッグ・ストッセル
- ピエロ：ウルフ・バーゼル
- ガッシー：アイナ・アンダース
- コーラスガール：ステラ・スティーヴンス